# 上网电价补贴政策
上网电价补贴（英語：或），也被称为強制性上网电价补贴、可再生能源回购电价、保护性分类电价制度或者政府电力收购制度，是一项旨在加速推进可再生能源广泛应用的政策機制。政府与使用可再生能源发电的个人或公司签订一份20年的长期合约，期间发电者每向公共电网输送一度电，除了获得原本的电价以外，还可以赚取若干补贴。这是一項旨在支持可再生能源發展的政策，為生產者提供高於市場價格的保證。用強制性政策确保可再生能源的应用者获得稳定的收益。
这种补贴的金额由政府公布，一般取决于当时此种能源发电设施的造价及安装费用。因此造价高的能源补助也高，比如，对风能的补贴相对于太阳能光伏和潮汐能来说就要少一些。
上网电价补贴的金额通常随着时间流逝、各种能源技术的提高、成本的下降而逐年减少。
上网电价补贴政策的最著名的例子是丹麥對風力發電的鼓勵方式。丹麥可算是現代風電的始祖國，採取的方式是強制性的給予一個固定電價。其後，1991年德國也採用同樣方式（提供最終用戶電價的90%給再生能源電廠），從此德國風電風起雲湧，開了成功的先河。在2004年丹麥突然放棄固定電價方式而走向“碳憑證”方式進行交易，從此在丹麥本土不再有風機安裝，丹麥風機製造商也紛紛出走，尋求別的生路。鑒於德國風電的所向披靡（在2007年前，德國風電在全球為第一，其後被中華人民共和國風電取代），全球許多國家都紛紛向德國取經，採用此種固定電價收購再生能源發電的方式，著例有西班牙，法國，奧地利，中華人民共和國，加拿大安大略省等国家与地区。甚至連英國，作為自由市場的捍衛者，本來十分堅持“固定電價與資本主義精神相悖背”的原則，也因國內的再生能源發展老是一蹶不振，最終也只好於2010年亦採取固定電價制度。另外在風電異軍突起的中華人民共和國，也是因為過去使用招標制度，而讓中華人民共和國風電的發展極為緩慢，最後也在2008年改採固定電價制度，整個中華人民共和國風電的裝置容量才有大幅的進展。
总的来说，上网电价补贴政策的目标就是要積極的鼓励可再生能源的应用者，确保使用可再生能源发电的个人或者电力公司的投资获得稳定的收益。它透過保證可再生能源在電網上的高價格來實現這一點，從而使生產商能夠降低新安裝的風險。